# Catalepsia
Catalepsia e метъл група, основана във Варна, България през 2003 година.

## Състав
| Последни членове - Михаил Богданов – бас (2003 – 2008) - Огнян Георгиев – китара (2003 – 2008) - Симеон Петков – вокали (2003 – 2008) - Александър Калчев – китара (2004 – 2008) - Христина Лалева – клавиши (2004 – 2008) - Добромир Калчев – барабани (2005 – 2008) |  | Предишни членове - Во Аел – барабани (2003 – 2005) - Симеон Х. – барабани (2003) - Еверсър – клавиши (2003 – 2004) |

## Дискография
| - 2003: Time Sediments - 2007: Sick or Strong Again? | - 2005: Demo |